# Viðoy

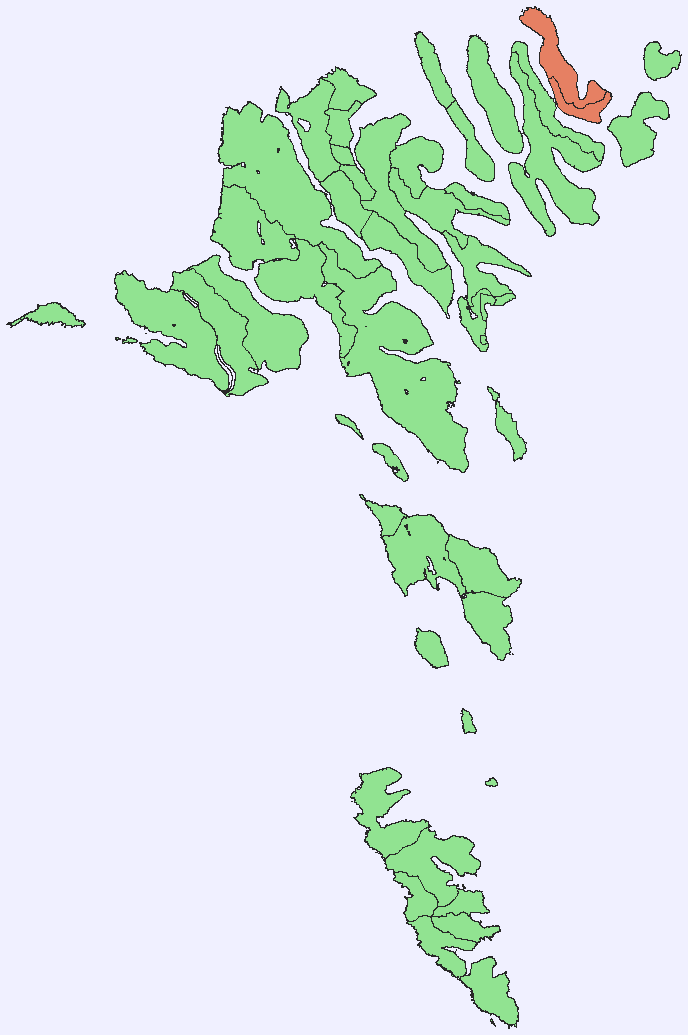
Localização de Viðoy

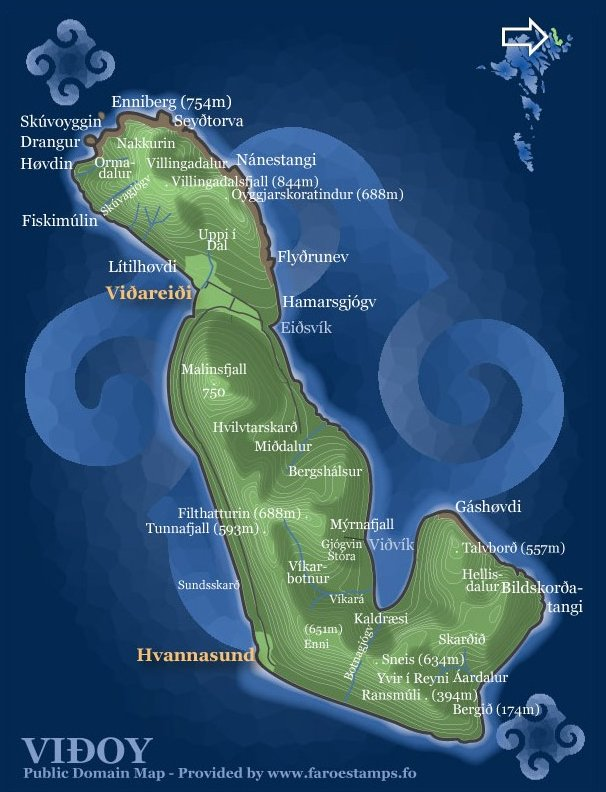
Mapa de Viðoy

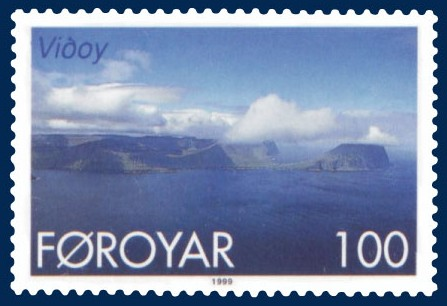
Selo mostrando Viðoy
Lançado a 25 de Maio de 1999
Foto: Per á Hædd

Viðoy (em dinamarquês:  Viderø) é uma das Ilhas Feroe. De todas as ilhas do arquipélago, é que se situa mais a norte. Localiza-se a leste da ilha de Borðoy, a qual se encontra ligada por um aterro. O seu nome significa ilha da madeira, apesar de lá não existir nenhuma árvore. Na realidade, o nome refere-se a madeira transportada pelo mar, que flutua desde a Sibéria e da América do Norte até à ilha.
- Área: 41 km² (7ª posição)
- População: 617 habitantes (7ª posição, a 31 de Dezembro de 2002)
- Densidade populacional: 15 habitantes/km²
- Montanha mais elevada: Villingadalsfjall, 841 m
- Número de cumes: 11
- Município: Viðareiði

## Geografia
Existem duas povoações na ilha: Hvannasund, na costa sudeste, e Viðareiði, na costa nordeste, sendo esta a povoação situada mais a norte nas Ilhas Faroés. Encontram-se ligadas por uma estrada ao longo da costa ocidental da ilha.
A ilha encontra-se ligada por uma estrada sobre um aterro a Norðdepil, em Borðoy, existindo um serviço regular de autocarro a partir de Klaksvík até à ilha.
Viðoy possui onze montanhas, entre as quais Villingadalsfjall constitui o cume mais a norte no arquipélago. A costa norte possui ainda a falésia do cabo Enniberg, que, com os seus 750 m acima do mar, é a mais alta da Europa. O cabo Enniberg é o ponto mais setentrional do arquipélago.

## Montanhas
A ilha possui onze montanhas, aqui mostradas com a sua posição global no cômputo geral do arquipélago:
| Posição | Nome               | Altura |
| ------- | ------------------ | ------ |
| 3       | Villingadalsfjall  | 841m   |
| 24      | Nakkurin (norðari) | 754m   |
| 29      | Malinsfjall        | 750m   |
| 52      | Filthatturin       | 688m   |
| 53      | Oyggjarskoratindur | 687m   |
| 67      | Enni               | 651m   |
| 84      | Sneis              | 634m   |
| 116     | Tunnafjall         | 593m   |
| 147     | Talvborð           | 557m   |
| 174     | Mølin              | 511m   |
| 192     | Nakkurin           | 481m   |

## História
No dia 23 de Abril de 1943, despenhou-se na ilha um hidroavião Catalina na encosta de uma montanha em Viðvíksrók. O hidrovião dirigia-se para a Noruega, transportando dinheiro e passageiros. Oito pessoas perderam a vida. Existem ainda destroços do aparelho em Viðvíksrók.

## Turismo
Em Viðareiði, é possível encontrar a igreja e o seu respectivo jardim, onde a personagem principal do romance '"Barbara"', de Jørgen-Frantz Jacobsen, Beinta, a esposa do clérigo, morava. A sua construção data de 1892.
A partir de Viðareiði, é relativamente fácil caminhar até Enniberg, a falésia mais alta da Europa.